# 阿塔尔国际机场
阿塔尔国际机场（英語：Atar International Airport）是毛里塔尼亚伊斯兰共和国阿塔尔的国际机场。

## 航空公司与航点
- 布鲁塞尔航空：布鲁塞尔（布鲁塞尔机场）（2009年底开始）
- 突尼斯航空：突尼斯城（突尼斯－迦太基国际机场）6月14日开始、努瓦克肖特（努瓦克肖特国际机场）